# Agostino Ciasca
Agostino Ciasca (nombre seglar: Pasquale), nacido en Polignano a Mare, en la provincia de Bari, el 7 de mayo de 1835 y fallecido en Roma, el 6 de febrero de 1902, fue un agustino y cardenal.  Fue un distinguido orientalista y responsable de los Archivo Apostólico Vaticano.

## Biografía
Recibió el hábito de la Orden de San Agustín en 1856; profesó solemnemente en 1857 y en 1858 fue ordenado sacerdote. Estudió lenguas orientales, especialmente árabe y copto.
El Papa León XIII le encomendó varias misiones delicadas. En su orden, además de ser profesor de teología dogmática, Sagradas Escrituras y lenguas orientales, Ciasca también ocupó los cargos de prefecto de estudios, asistente general y luego procurador general.
En 1866 obtuvo la cátedra de hebreo en el Pontificio Collegio Urbano de Propaganda Fide, y más tarde participó en el Concilio Vaticano I en calidad de teólogo y como intérprete de los obispos orientales. También ocupó los siguientes cargos: consultor de la Congregación de Propaganda para los asuntos de Ritos Orientales (1872); escritor en la Biblioteca del Vaticano para el árabe (1876); intérprete pontificio en la Congregación de Propaganda; censor ordinario de libros orientales y profesor de lenguas orientales en el Seminario Romano (1878); decano de las facultades de lenguas orientales y de teología en el mismo seminario, y presidente del colegio de intérpretes de la Propaganda (1882); consultor del Santo Oficio (1889).
En 1891 fue creado arzobispo titular de Larisa con el nombramiento para el cargo de prefecto de los Archivos Vaticanos; en el mismo año fue enviado por la Santa Sede para presidir el sínodo ruteno en Leópolis, misión considerada exitosa por los agustinianos españoles y sínodo notable en la historia de la Iglesia Uniata de la región.  En 1892 fue nombrado prosecretario de la Congregación de Propaganda (1893). Fue elevado al cardenalato en el consistorio secreto del 19 de junio de 1899 y se le otorgó la iglesia titular de San Calixto.

## Obras
Publicó (1885-1889) los fragmentos existentes de una versión copta muy antigua del Antiguo Testamento, de manuscritos en el Museo Borgia. Descubrió y editó (1888) una versión árabe del Diatessaron de Taciano, un texto de importancia para la historia del Canon del Nuevo Testamento (cf. M. Maher, "Evidencia reciente de la autenticidad del Evangelio: Diatessaron de Tatian", Londres, 1903).
Sus  obras principales son:
- "Examen Crítico-Apologeticum super Constitutionem Dogmaticam de Fide Catholica editam in Sessione tertia SS. Oecumenici Concilii Vaticanii”, 270 págs. 8.º (Roma, 1872)
- "I Papiri Copti del Museo Borgiano della SC de Propaganda Fide tradotti e commentati", folleto de 55 pp. (Roma, 1881)
- "Sacrorum Bibliorum Framenta Copto-Sahidica Musei Borgiani", vol. I, 4 a 225 pp., con 8 láminas (Roma, 1885 y 1889). Estos dos volúmenes tratan del Antiguo Testamento; vol. III, que trata del Nuevo Testamento (509 págs. con 40 láminas) fue publicado en 1904 por PJ Balestri. .
- "Tatiani Evangeliorum Harmoniae Arabicae nunc primum ex duplici codicae editit et latina translatione donavit. . ." en 4.º, 108 págs. (Roma, 1888).